# Vinja vas
Vinja vas je naselje v Občini Novo mesto.